# Hovachalcis
Hovachalcis is een geslacht van vliesvleugeligen uit de familie bronswespen (Chalcididae). De wetenschappelijke naam van dit geslacht is voor het eerst geldig gepubliceerd in 1949 door Steffan.

## Soorten
Het geslacht Hovachalcis is monotypisch en omvat slechts de volgende soort:
- Hovachalcis gibberosa Steffan, 1949